# Associazione (diritto)
Una associazione, in diritto, indica un ente costituito da un insieme di persone fisiche o giuridiche (gli associati) legate dal perseguimento di uno scopo comune principale che deve essere non lucrativo.

## Le associazioni nell'ordinamento italiano
Nell'ordinamento giuridico italiano, l'associazione è una delle forme aggregative disciplinate dalla legge, che ne tutela la libertà costitutiva e le forme di attività. L'associazione ha base personale ed è costituita da almeno due persone che perseguano uno scopo comune legittimo, non essendo il patrimonio un elemento essenziale.
Il comitato, anch'esso a base personale, si distingue dall'associazione per il fatto di essere costituito per un unico scopo limitato nel tempo, mentre la fondazione è caratterizzata esclusivamente dall'elemento patrimoniale. Con il contratto associativo (l'atto costitutivo), due o più soggetti si obbligano, attraverso una organizzazione stabile, a perseguire uno scopo comune non economico. La Costituzione italiana (art. 18) riconosce ai cittadini il diritto di associarsi liberamente, senza autorizzazione, per fini che non sono vietati ai singoli dalla legge penale. Lo stesso articolo proibisce le associazioni segrete e quelle che perseguono, anche indirettamente, scopi politici mediante organizzazioni di carattere militare.
L'associazione è la «formazione sociale» più ampia ma non è la sola formazione sociale presente nel nostro ordinamento. Essa si distingue:
- dalla «riunione» (art. 17 Cost., in cui manca il concetto di stabilità e manca un'organizzazione stabile che indirizzi l'attività delle persone associate),
- dalla «famiglia» (definita dall'art. 29 Cost. come società naturale, che pure è un nucleo sociale ma formato da persone unite da vincolo di sangue, e perciò non tutelato autonomamente, bensì attraverso determinati diritti dei componenti del nucleo stesso anche nell'ipotesi del perseguimento di fini superindividuali familiari),
- dalle «rappresentanze organiche di popolo» (art. 56-57 Cost., che sono espressione della sovranità popolare e non sono formazioni sociali che operano all'interno della comunità, ma sono organi istituzionali).
- dalla «comunione» (art. 1100 c.c. che non concepisce la comunione quale gruppo di persone dinamicamente teso al raggiungimento di determinati fini superindividuali di qualsiasi natura, ma piuttosto quale istituto tendente alla statica conservazione del godimento dei beni tra più persone, il che rievoca la nozione romanistica di proprietà plurima integrale).

Il fenomeno della spontanea organizzazione di più persone in gruppi o collettività per il raggiungimento di uno scopo comune è un fenomeno antico, quasi primordiale, ed ha conosciuto uno sviluppo sempre crescente.
Ciò nonostante, nell'attuale ordinamento non vi è una norma definitoria che descriva la nozione di associazione o di persona giuridica: il vigente sistema deriva la sua indifferenza in parte dall'ordinamento francese del XIX secolo, dove i raggruppamenti sociali erano addirittura osteggiati e si affermava la supremazia dell'individuo singolo come titolare di situazioni giuridiche soggettive (al contrario del sistema tedesco, dove erano disciplinate le persone giuridiche riconosciute e anche quelle non riconosciute).
Solo da pochi decenni si sta rivalutando il ruolo sociale del fenomeno associativo; in particolare, è stata data soluzione al problema della titolarità del patrimonio delle fondazioni non riconosciute, quello del riconoscimento dei partiti politici e delle associazioni sindacali, nonché quello degli acquisti immobiliari dei comitati.

### Gli elementi strutturali dell'associazione
Sono elementi generali, comuni ad ogni tipo di associazione:
1. elemento soggettivo, costituito da una collettività di persone fisiche che si uniscono in maniera più o meno duratura per il raggiungimento di un determinato fine. Viene in rilievo il rapporto giuridico che stringe i vari individui tra loro e l'interesse comune che li spinge ad unirsi. Poiché l'art. 18 Cost. riferisce il diritto di associarsi soltanto ai «cittadini», una parte assolutamente minoritaria e risalente della dottrina ha ritenuto che la norma contenesse una limitazione, ravvisando l'inconfigurabilità delle cd. «associazioni di associazioni» (numerosi esempi sono da ricercarsi in campo sindacale) e l'impossibilità di associarsi per gli stranieri e per gli apolidi. La dottrina prevalente e la giurisprudenza ritengono, in virtù del principio di uguaglianza, che le associazioni di associazioni (cd. associazioni di secondo grado) siano ammissibili e siano tutelate dall'art. 18 al pari di qualsiasi collettività formata da persone fisiche, e ciò anche al di fuori del campo sindacale, e che siano fuori dalla tutela costituzionale solo le associazioni straniere composte esclusivamente o prevalentemente da stranieri (mentre sarebbe possibile per lo straniero aderire ad associazioni nazionali).
2. elemento teleologico, dato dall'esistenza dello scopo comune (non lucrativo, cooperativo o altro per cui è prevista dalla legge una forma diversa) cui tendono le attività di tutti i partecipanti. È questo l'elemento fondamentale dell'associazione, costituendo la ragione essenziale del suo sorgere, il legame che unisce le varie attività dei singoli, e la causa dell'estinzione (nel momento del suo raggiungimento) della associazione.
3. elemento oggettivo, dato dal contributo (in natura, in denaro, in prestazione lavorativa, ecc.) che ciascun individuo apporta per il raggiungimento dello scopo comune. Un patrimonio è necessario solo per l'associazione riconosciuta.
4. elemento materiale, rappresentato dall'organizzazione (fissata dagli accordi degli associati), cioè dalla nomina di organi rappresentativi e dalla divisione dei compiti tra i soggetti associati.
5. elemento volontaristico, dato dalla libertà di costituire un'associazione e di aderirvi, e dalla libertà di agire nell'àmbito dell'ordinamento per il raggiungimento dei propri scopi.

### Forma giuridica
La Costituzione italiana, all'articolo 18, riconosce ad ogni singolo individuo il diritto di associarsi in organismi collettivi dalle svariate finalità. "...i cittadini hanno diritto di associarsi liberamente senza autorizzazione per fini che non sono vietati dalla legge".
L'ordinamento italiano identifica nel codice civile due principali categorie nei quali ricondurre le associazioni:
1. associazioni riconosciute come persone giuridiche
2. associazioni non riconosciute come persone giuridiche

### L'atto costitutivo
Il Codice civile del 1942 parla delle associazioni riconosciute e delle fondazioni, dettando un'unica norma espressa: l'art. 14 cod. civ. che impone la formalità solenne dell'atto pubblico (ad es. registrata tramite notaio o pubblico ufficiale) per entrambe le figure, poiché senza l'atto pubblico l'ente non può chiedere il riconoscimento (v. infra).
Nessuna forma è invece prevista per l'atto costitutivo di una associazione non riconosciuta. L'atto costitutivo dell'associazione è un atto negoziale, o meglio un contratto di natura associativa, che nasce dalla volontà di più soggetti virtualmente in conflitto tra loro, e le cui prestazioni sono dirette al conseguimento di uno scopo comune (trattasi comunque di prestazioni corrispettive).
Non è esclusa la formazione progressiva del contratto associativo, che si ha quando alcuni soggetti promotori preparano il programma della futura associazione, al quale aderiscono altri interessati (anche con scrittura privata). Dopo la deliberazione dello statuto da parte dell'assemblea, si redige l'atto costitutivo in forma solenne (se l'associazione intende chiedere il riconoscimento o il codice fiscale).
Lo statuto contiene le regole relative alla vita ed al funzionamento dell'ente (art. 16 c.c.): può anche mancare, quando tali regole sono inserite nel contratto costitutivo (del quale ha la medesima natura giuridica negoziale), sebbene nella pratica si tenda a distinguere gli elementi essenziali (denominazione, scopo, patrimonio, sede, diritti ed obblighi dei soci e criteri di erogazione delle rendite) dagli elementi facoltativi (norme relative all'estinzione dell'ente, alla sua trasformazione, alla devoluzione del patrimonio, ecc.).

### Scopi
Le associazioni possono avere caratteristiche e finalità di tipo culturale, assistenziale, ricreativo, sociale, ambientale, sportivo ecc. In generale, si parla di associazione definendo un organismo unitario, formato da almeno 2 o più soggetti, che viene considerato dall'ordinamento soggetto di diritto, dotato di propria capacità e distinto dagli stessi individui che lo compongono.
In particolare, i circoli culturali tendono alla diffusione della cultura, delle scienze o delle arti, della religione nei suoi vari aspetti, dell'educazione, o di elementi specifici di queste od altre discipline.

### Autonomia patrimoniale
L'elemento caratterizzante e più rilevante (sotto il profilo socio-economico) dell'associazione è dato dall'autonomia patrimoniale perfetta per quelle riconosciute e imperfetta per quelle non riconosciute:
- Autonomia patrimoniale perfetta significa che il patrimonio dei componenti è separato da quello dell'ente e che delle obbligazioni risponde sempre e soltanto il patrimonio dell'ente e non quello degli associati. Inoltre i creditori dei soci non possono aggredire il patrimonio dell'ente. L'autonomia patrimoniale perfetta esiste per le persone giuridiche, associazioni riconosciute e società di capitali.
- Autonomia patrimoniale imperfetta significa che alcune figure associative prevedono una responsabilità di alcuni o tutti partecipanti per i debiti dell'associazione. L'autonomia patrimoniale imperfetta è attribuita alle associazioni non riconosciute (in cui rispondono oltre al patrimonio dell'ente i soggetti che hanno agito in nome e per conto dell'associazione) ed alle società di persone (in cui rispondono tutti o alcuni dei soci).

### La responsabilità sussidiaria
L'art. 6 comma 2 L. 383/2000 ha stabilito il principio che per le obbligazioni delle associazioni di promozione sociale risponde innanzitutto l'associazione stessa con il suo patrimonio e solo in via sussidiaria coloro che hanno agito in nome dell'associazione. Viene, perciò, modificata la regola valida per le altre associazioni di una responsabilità solidale senza il Beneficium excussionis.

### Associazioni riconosciute
Sono quelle associazioni con personalità giuridica, vale a dire quegli organismi dotati di autonomia patrimoniale perfetta. L'acquisizione della personalità giuridica implica l'acquisizione della piena autonomia dell'organismo rispetto agli associati sia nei confronti dei soci stessi, che di terzi estranei.
Le associazioni riconosciute, assieme alle società dotate di personalità giuridica, rientrano tra le corporazioni, una delle due categorie in cui si classificano tradizionalmente le persone giuridiche nei sistemi di civil law, essendo l'altra quella delle fondazioni.
La domanda di riconoscimento dev'essere presentata all'autorità competente (definite dal Decreto del presidente della Repubblica 10 febbraio 2000, n.361, "Regolamento recante norme per la semplificazione dei procedimenti di riconoscimento di persone giuridiche private e di approvazione delle modifiche dell'atto costitutivo e dello statuto").
Il D.P.R. 10 febbraio 2000 n. 361, modificando la normativa vigente del codice civile, ha stabilito che l'acquisto della personalità giuridica consegua di diritto all'Iscrizione nel Registro delle persone giuridiche istituito presso le Prefetture e tenuto sotto la sorveglianza del Prefetto. L'iscrizione, in tal modo, assume valenza di pubblicità costitutiva. La persona giuridica, dunque, può oggi dirsi costituita non più a seguito del riconoscimento, ma soltanto dal momento della sua iscrizione nel Registro delle Persone Giuridiche, purché siano osservate: le condizioni previste da norme di legge o di regolamento per la costituzione dell'ente, la possibilità e liceità dello scopo perseguito e l'adeguatezza del patrimonio alla realizzazione dello scopo.

### Associazioni non riconosciute
Si tratta di organismi che godono di una capacità giuridica oggi piena (in passato non potevano acquistare per donazione o successione) ma che non hanno autonomia patrimoniale perfetta. Vale a dire che si tratta di enti privi di personalità giuridica, le cui responsabilità in sede civile, amministrativa, penale ed economico-finanziaria, ricadono su coloro che hanno agito in nome e per conto dell'associazione, anche se non iscritti ad essa. L'associazione non riconosciuta qualifica fenomeni organizzativi diversi, dai più modesti circoli ricreativi o culturali ad organismi complessi e di grandi dimensioni e con gestione di notevoli mezzi finanziari: ad oggi due tra le formazioni sociali più importanti, ossia i partiti e i sindacati rientrano nella categoria delle associazioni non riconosciute.
Sono comunque soggetti di diritto, autonomi rispetto ai soci, dotati di patrimonio (eventuale) che prende il nome di fondo comune. Gli articoli di riferimento del codice civile sono il n. 36, il n. 37 e il n. 38, nonché le indicazioni previste dalla legge 11 agosto 1991, n. 266 recante disposizioni per le organizzazioni di volontariato, o i disposti del D.Lgs. 4 dicembre 1997, n. 460 che introduce la categoria di Organizzazione non lucrativa di utilità sociale (ONLUS). Per ovviare all'esiguità dei disposti normativi in materia, il Legislatore attribuisce agli "accordi degli associati" la definizione dell'ordinamento interno. L'associazione non riconosciuta può comunque registrarsi presso l'Agenzia delle entrate al fine di ottenere vantaggi amministrativi e tributari. La registrazione non è invece necessaria per la richiesta del codice fiscale.

### Oneri fiscali per gli organismi associativi
Per la revisione della disciplina del codice civile in materia di associazioni senza scopo di lucro, l'articolo 1, comma 1 e comma 2, lettera a) della legge 6 giugno 2016, n. 106 conferiscono apposita delega al Governo: essa si inserisce nella riforma del Terzo settore, dell'impresa sociale e per la disciplina del servizio civile universale e ne deriverà anche il riordino e l'armonizzazione "della relativa disciplina tributaria e delle diverse forme di fiscalità di vantaggio".